# Ambelania tenuiflora
Ambelania tenuiflora é uma espécie de planta do gênero Ambelania.  

## Taxonomia
A espécie foi descrita em 1860 por Johannes Müller Argoviensis. 